# Mentiqa
Navnet Mentiqa dækker over et idegrundlag med en række holdninger til og erfaringer med undervisning af højt begavede børn i Danmark. Idegrundlaget er udviklet af Pernille Buch-Rømer ud fra en overbevisning om, at en skolegang med ligesindede gør det muligt for eleverne at udvikle egne sociale kompetencer.
Mentiqa har dermed trivsel som højeste målsætning, hvilket muliggøres gennem accepten af børnegruppens særlige tankegang og adfærd. Det betyder, at begreber som rummelighed og undervisningsdifferentiering defineres ud fra en grundtanke om at en ens og ligeværdig behandling af børn er at behandle dem forskelligt.
Konceptet og metoderne evalueres, videreudvikles løbende på Mentiqa-Nordjylland. 

## Mentiqa-skoler
Den første Mentiqa-skole åbnede i Buddinge i august 2004 med Buch-Rømer som initiativtager. Skolen skiftede navn til Atheneskolen i 2006 og lå Søborg indtil 2025, derefter Lyngby.
Mentiqa-Odense og Mentiqa-Østjylland åbnede i august 2006 og 2007 med Buch-Rømer som initiativtager. Mentiqa-Østjylland lukkede grundet økonomiske problemer i april 2009, Mentiqa-Odense lukkede i 2015 grundet økonomiske problemer.
Mentiqa-Nordjylland  åbnede i Aalborg i august 2008. Mentiqa-Nordjylland flyttede til ny adresse i 2012, hvor skolen fik mere egnede lokaler på Thistedvej 115 i Nørre Sundby.
Arnfinn Rismoen  var skolens leder fra 2011 til 2021 og Christina Brostrøm var skolens leder fra 2021 til 2023. Christina Brostrøm blev pludseligt fyret som skoleleder i sommeren 2023 og skolen har siden været tavs om årsagen hertil.
Der var oprindeligt også planer om at oprette en Mentiqa-skole i trekantsområdet.
Mentiqa-skolerne er friskoler og derfor også selvejende institutioner med egne bestyrelser og selvstændige i enhver henseende. Der har tidligere været en fælles overordnet skolekreds for Mentiqa-skolerne, men det er fra august 2008 ikke længere tilfældet.
Mentiqa Nordjylland er per marts 2015 den eneste Mentiqa-skole i Danmark, da Mentiqa-Odense gik konkurs i 2015.
TV2 Nord viste i foråret 2014 en udsendelsesrække med navnet "Forbandet klog" . Den følger livet og børnene på Mentiqa Nordjylland.
Skolen har omkring 120 elever fra 0.kl til 10.kl. Skolen har elever fra hele Nord- og Midtjylland. I 2014 var der elever fra 11 kommuner, med tillæg af elever tilflyttet fra andre landsdele, Norge og Sverige.